# Мелвілл (Саскачеван)
 Ме́лвілл  (англ. Melville) — містечко (14,82 км²) в провінції Саскачеван у Канаді. До складу провінції був включений 1960 року. Місто розташоване за 144 км на північний схід від столиці провінції Реджайна і за 43 км на північний захід від Йорктоні. За переписом 2011 чисельність населення становить 4517 осіб.

## Історія
Місто, утворено 1905 року, було назване на честь Чарльза Мелвілла Хейса, котрий в момент будівництва поселення був президентом залізничних компаній «Grand Trunk Railway» і «Grand Trunk Pacific Railway». Саме місто розташоване біля річки К'Аппель..

## Демографія
Економічний бум 2007 — 2008 років привів до збільшення Мелвілла на 200 осіб. Хоча місто залишається найменшим у провінції Саскачеван, нещодавні заяви про додаткове залучення бізнесу дає надію на збільшення чисельності населення. Станом на 2011 рік в Мелвіллі проживає 4517 осіб. Згідно канадської перепису 2011 року населення Мелвілла, по відношенню на 2001 рік, зменшилося на 6,8%, густота населення становить 280 осіб на км². Відповідно до законодавства провінції Саскачеван, місто, для отримання допомоги, має мати стійку чисельність населення в 5000 осіб. Але Мелвіллу, незважаючи на брак числа жителів, вдається отримувати підтримку від столиці.

## Керівництво міста
Мер Мелвілла, останнім часом це Волтер Стрілескі, є вищою посадовою особою уряду. Виборці також вибирають альдерманів до муніципальної ради. В палаті громад Мелвілл представляє депутат Гаррі Брайткрьойц.

## Інфраструктура

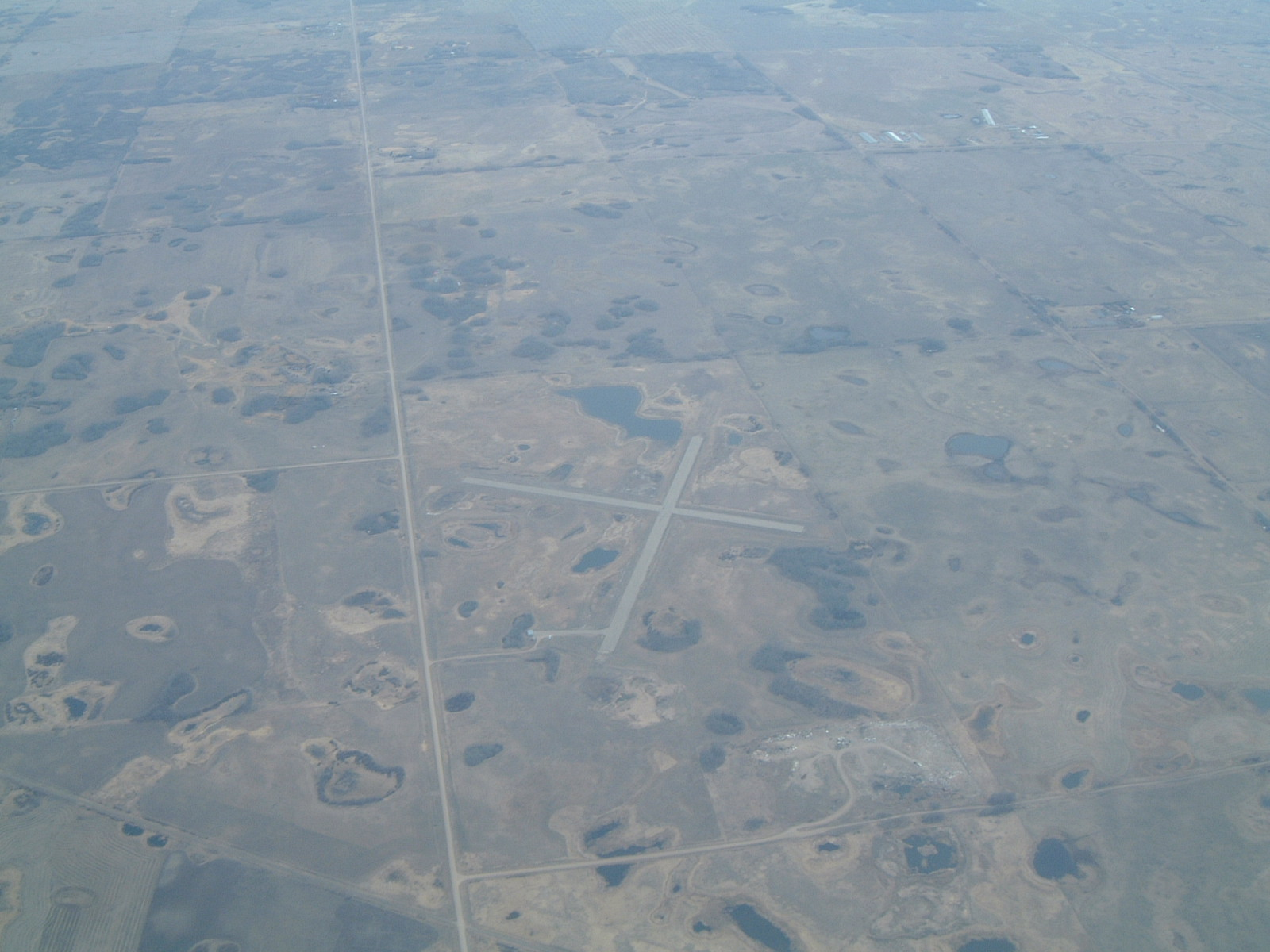
Аеропорт Мелвілла

Мелвілл з іншими містами пов'язують шосе номер 10, 15, 47, а також залізниця компаній «Canadian National Railway» і «Via Rail». Здійснюється автобусне сполучення між Мелвіллом та Реджайна. На схід від міста розташований Муніципальний аеропорт Мелвілла. Найближчий великий центр, Йорктон, розташований за 43 км на північний схід.

## Музей
В місті знаходиться музей Залізниці (Melville Railway Museum), заснований у 1911 році.

## Освіта
У Мелвіллі є державна і католицькі школи: École St. Henry's Junior Elementary School та St. Henry's Sr School обоє належать Christ the Teacher Catholic School Division  Карлтонський регіональний коледж початкової освіти (Carlton Regional College Basic Education) розташований в Лестоку. Загальноосвітня школа Мелвілла (Melville Comprehensive School), яка є частиною Good Spirit School Division надає вищу шкільну освіту. Парклендський регіональний коледж надає професійно-технічну освіту і співпрацює із загальносвітньою школою Мелвілла.

## Спорт
У Мелвіллі є хокейна команда «Мелвілль Мільйонерс», що входить до Саскачеванської молодіжної хокейної ліги і також «Мелвілль Мільйонерс», що входять до Західної вищої ліги бейсболу.
За цільовою Програмою будівництва (The Building Communities Program) було виділено 3.7 мільйонів доларів, щоб збудувати Мелвілл Коммуніплекс. Коммуніплексу буде льодова арена для 1,700 глядачів, фітнес-центр і пішохідні доріжки. Він замінить існуючий 60-річний старий стадіон Мелвілла, домашній стадіон для Мелвілл мільйонерів. Communiplex оцінюється від 13 до 16 мільйонів доларів.
Місто також має поле для гольфу із 18 лунок.

## ЗМІ
Газета
- The Melville Advance, щотижневик.[14]

Радіо
Мелвілл не має власних радіостанцій, тому траслює з Йорктона:
| Частота | Назва                                        | Бренд         | Формат                        | Власник                            | Примітки            |
| ------- | -------------------------------------------- | ------------- | ----------------------------- | ---------------------------------- | ------------------- |
| AM 940  | CJGX                                         | GX94          | каунтрі                       | Harvard Broadcasting               |                     |
| FM 91.7 | CBK-FM3                                      | CBC Radio 2   | громадське мовлення           | Canadian Broadcasting Corporation  | ретрансляція CBK-FM |
| FM 92.9 | Missinipi Broadcasting Corporation CJLR-FM-5 | MBC Radio     | First Nations community radio | Missinipi Broadcasting Corporation | ретрасляція CJLR-FM |
| FM 94.1 | CFGW-FM                                      | Fox FM        | поп-музика                    | Harvard Broadcasting               |                     |
| FM 98.5 | CJJC-FM                                      | 98.5 The Rock | християнська музика           | Dennis M. Dyck                     |                     |

Телебачення
- CICC-TV Yorkton channel 10, CTV television network

## Відомі уродженці
- Сід Абель
- Філ Бесслер
- Тім Чевелде
- Шон Гешка